# Batalla de Malpura
La batalla de Malpura fue una batalla en 1800 entre el Estado de Jaipur y apoyada por el Estado de Jodhpur contra el Estado de Gwalior. Fue el resultado de una crisis entre los gobiernos de las dos partes.

## Antecedentes
En 1800, se desarrolló una crisis entre Jaipur y el gobierno de Gwalior Scindia. Las principales razones detrás de esto fueron:[cita requerida]
- La carga de más dinero sobre los reyes Rajput los molestó.
- Rajputs sintió la oportunidad en la guerra civil entre Scindhia y Holkar en Poona.
- Hubo el mismo conflicto interno en la administración de Daulat Rao Sindhia. La disputa entre la viuda de Mahadaji y la interrupción por parte de su antiguo sirviente y tal condición aseguraron que Scindia permaneciera en el límite del norte de la India.

Sawai Pratap Singh hizo un intento de beneficiarse de estas disensiones internas de sus rivales de Scindia antes de la Batalla de Malpura. En marzo de 1800, rechazó abiertamente las cláusulas monetarias del tratado de 1791 (firmado después de la batalla de Patan y comenzó a prepararse para la guerra. Pratap Singh pidió a todos los Rajput Rajas que se unieran a él, pero el Maharajá de Marwar fue el único que respondió, los rathores estaban ansiosos por recuperar los territorios que habían perdido a manos de los Sindhia. 5000 jinetes rathore fueron enviados desde la capital de Jodhpur bajo el hábil mando de Sawai Singh Rathor para ayudar a Sawai Pratap Singh. El raja de Jaipur reunió un ejército de sus miembros del clan junto con Gosains, Rohillas e irregulares, mientras que el ejército de Gwalior tenía la infantería Campoos, compuesta por rajputs y musulmanes, y un contingente de caballería maratha para apoyarlos. Los dos ejércitos se encontraron en Malpura, allanando así el camino para la batalla.

## Batalla
La batalla fue iniciada por una carga de la caballería rathore que rompió el ala izquierda del ejército Maratha. El capitán Paish y varios oficiales fueron asesinados y Dudrence se salvó escondiéndose bajo los cadáveres de sus hombres. Los victoriosos rathores luego cargaron contra la caballería Maratha que era la segunda línea de orden de batalla. Aquí los caballeros Maratha no esperaron para encontrarse con la conmoción, sino que «huyeron como ovejas», los rathores los persiguieron durante dos millas hasta la retaguardia". Pohlmen, que estaba en el ala derecha, sin embargo, fue capaz de controlar la situación y fue capaz de repeler con éxito varias cargas hechas por la caballería Kachwaha en el ala derecha. El Kachwaha Raja después de sufrir grandes pérdidas, montó un caballo y se retiró con su ejército. Los rathores después de regresar de su carga, pensaron que habían ganado la batalla y confundieron al ejército de Gwalior con sus aliados de Jaipur, fueron atrapados inconscientes y derribados en gran número y aquellos que pudieron romper las líneas fueron atacados por los hombres de Skinner.

## Relato de Skinner
James Skinner ha descrito la carga de Rathor que tuvo lugar al comienzo de la batalla: «Los rathores fueron vistos acercándose desde la distancia, el vagabundo de su inmenso y compacto cuerpo elevándose como un trueno sobre el rugido de la batalla, llegaron primero a un galope de mano lenta, que aumentó en velocidad a medida que se acercaban, los cañones bien servidos de la brigada derramaron uva sobre su densa masa, cortando cientos en cada descarga, pero esto no tuvo ningún efecto en detener su progreso, sobre ellos vinieron, como un torbellino, pisoteando 1500 de su propio cuerpo, destruidos por los cañones de la brigada, ni las voleas asesinas del mosquete, ni el seto de bayonetas, podían controlarlos o sacudirlos, se vertieron como un torrente sobre y sobre la brigada, y lo montó bastante abajo, dejando escaso un vestigio de él restante».
Según Skinner, la batalla entre el Jaipur Raja y Pohlmen que se había vuelto muy sangrienta después de una pelea de una hora y media, obligando al Raja de Jaipur a guiar personalmente a sus jinetes en un elefante: «El raja ahora se acercó a nosotros dentro de doscientas o trescientas yardas, cuando les dimos una salva, que derribó a su elefante. El caballo (Kachwaha) intentó cargarnos dos veces, pero fueron derrotados con una gran matanza. En esto el raja montó su caballo, y se retiró. El caballo (Kachwaha) se fue junto con él».
Con respecto a las secuelas de la batalla, Skinner relató que «alrededor de las 9 en punto el campo comenzó a despejarse, pero los rathores aún no habían regresado de su persecución, habían conducido a toda la caballería Maratha varios kos. En pocas horas vimos su polvo, y descubrimos que regresaban en un gol (formación de victoria), nakarras (tambores indios) golpeando la victoria. Nos llevaron a la infantería de Jaipur, pero pronto descubrieron su error, al recibir una descarga de uva de 30 piezas de cañón. Dos veces nos cargaron, y aunque cada vez rechazados, varios irrumpieron en nuestras plazas, y fueron atacados allí. Por fin los supervivientes regresaron a su campamento».